# Андрейс Лавреновс
Андрейс Лавреновс (латис. Andrejs Lavrenovs; народився 30 вересня 1982, Огре, Латвія) — латвійський хокеїст, захисник. Виступає в лієпайському Металургсі. Виступав у складі юніорської збірної Латвії (U-18) та молодіжної збірної Латвії (U-20),